# Länna distrikt, Södermanland
Länna distrikt är ett distrikt i Strängnäs kommun och Södermanlands län. 
Distriktet ligger sydväst om Strängnäs. 

## Tidigare administrativ tillhörighet
Distriktet inrättades 2016 och utgörs av socknen Länna i Strängnäs kommun.
Området motsvarar den omfattning Länna församling hade vid årsskiftet 1999/2000.